# 武步云
武步云（1929年11月1日—2021年2月16日），男，内蒙古察右中旗人，中国哲学家、法学家，西北政法大学教授。